# Chloe Covell
Chloe Covell (/kəˈvɛl/; Tweed Heads, 9 febbraio 2010) è una skater australiana.
Ha partecipato all'evento di skateboard femminile alle Olimpiadi estive 2024.

## Biografia
Covell è nata a Tweed Heads ed è cresciuta nella zona sud della Gold Coast, Queensland, dove ha iniziato a fare skate all'età di sei anni. È figlia di Julie e Luke Covell, un ex giocatore professionista di rugby league per i Cronulla e i Wests Tigers.

## Carriera nello skateboarding
Nel luglio 2023, Covell è diventata la vincitrice di medaglia d'oro più giovane nella storia degli X Games, vincendo l'oro nell'evento di street femminile all'età di 13 anni.